# Abbaye de la Bénisson-Dieu de Boulogne-sur-Gesse
Ne doit pas être confondu avec Abbaye de la Bénisson-Dieu.
L'abbaye de la Bénisson-Dieu de Boulogne-sur-Gesse est une abbaye de la Haute-Garonne dans l'archidiocèse de Toulouse. 

## Histoire

### Fondation de l’abbaye de Nizors, dite de la Bénédiction-Dieu (1179-1180)
Sur le déclin du XIIe siècle, il existait au sud-est de la ville actuelle de Boulogne, un groupe d’habitations plus ou moins considérables constitué en communauté et en paroisse, ayant ses consuls, son église et son curé du nom d’Insula Topiera, nom qui lui venait sans doute de ce qu’il était situé sur une petite île formée par la rivière de la Gesse et le ruisseau du Couent. Ce groupe a subsisté jusqu’à la Révolution et a disparu à la nouvelle circonscription de la France ainsi que les communautés de Séraut et d’Arriz. Le seigneur de ce lieu était un Arnauld, issu de l’illustre famille de Comminges et parent du grand évêque qui a donné son nom à la ville de Saint-Bertrand. 
Non loin de son château, aux portes de Saint-Martory, existait un monastère du nom de « Bonnefont » dont les religieux étaient de l’ordre de son choix. Il se rendit à Bonnefont pour soumettre son projet au père abbé et traiter avec lui de la fondation du monastère projeté. Ses premières démarches n’eurent pas un succès heureux car Bonnefont ne put fournir le nombre de moines requis pour la fondation. Mais Arnauld emporta l’espoir de réussir auprès de l’abbé de Peyrignac. Peyrignac était un monastère près d’Agen, de la filiation de Bonnefont et dépendant jusqu’à un certain point de l’abbé de Bonnefont. Or celui-ci, en adressant Arnauld à Peyrignac lui avait remis une lettre de recommandation. Une entrevue avec l’abbé de Peyrignac et Arnauld eut lieu sans retard et l’accord se fit. Arnauld offrait les terres nécessaires pour la subsistance des moines et son concours pour la fondation du monastère.
Le terrain fut un bas-fond humide, marécageux, arrosé par des sources abondantes et limpides, au sud-ouest du château et à une distance d’une petite lieue. C’était un véritable désert solitaire, silencieux, éloigné de toute habitation, sans chemin, sans communication, tel, en un mot, que les moines de Citeaux avaient l’habitude de les choisir. Ainsi fut fait; les terres reconnues, on se mit à l’œuvre et par l’activité des moines et le concours généreux du bienfaiteur, le monastère s’éleva promptement et fut apte à recevoir des habitants.
Ils arrivèrent sous la conduite de l’abbé de Peyrignac Arnauld de Millas  qui resta plusieurs années leur père abbé, assisté d’un prieur du nom de Fortz de Sobia, jusqu’à ce que l’installation officielle put se faire. Le nouveau monastère, comme tous ceux de l’ordre, reçut la dénomination commune de « Notre Dame ». La dénomination propre et particulière fut « Abbaye de la Bénédiction-Dieu » ; on y ajouta bientôt le nom de Nizors. Pourquoi ce nom ? Sans doute parce que c’était le nom de l’emplacement.

### Prise de possession (décembre 1180)

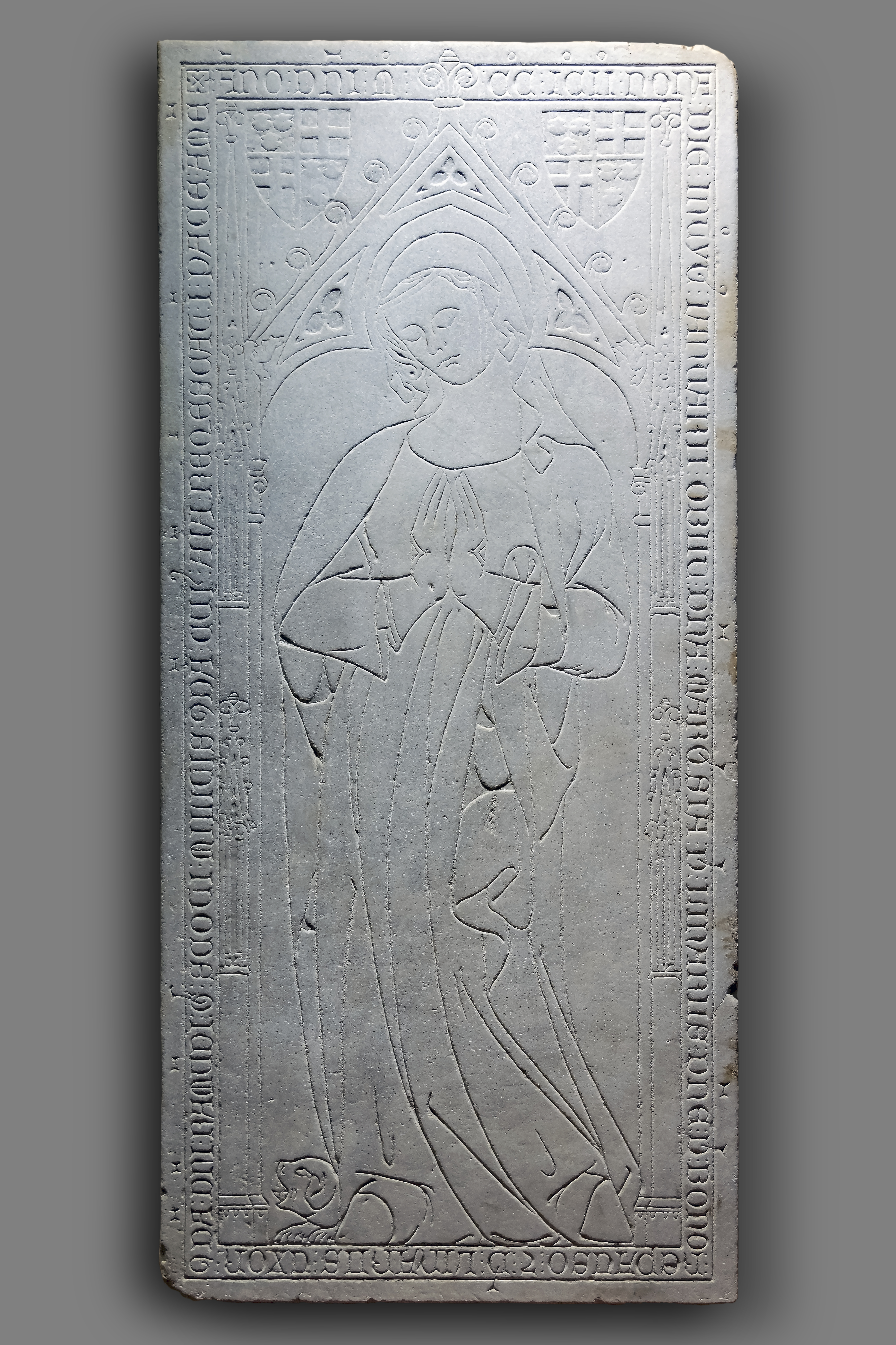
Dalle funéraire Musée des Augustins de Toulouse.

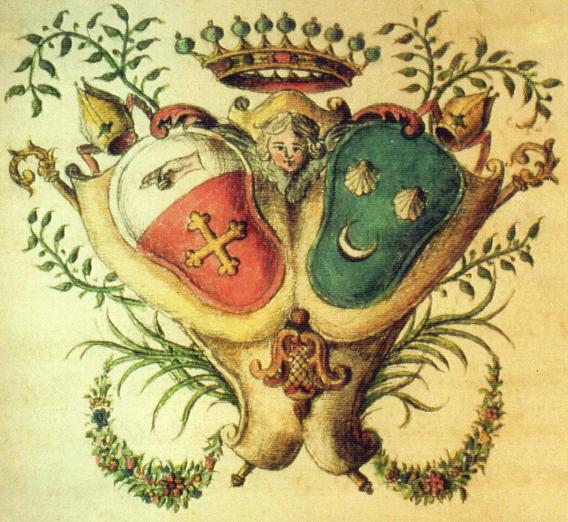
Armoiries.

La prise de possession ou intronisation, aurait eu lieu en 1180 environ, peut-être au VII des Ides de décembre. C'est Arnauld, seigneur de la « Hillette », qui est le fondateur temporel de l’abbaye : « Nizorti cassolni autor ». C’est lui en effet et son fils Arnaud-Guillaume qui donnèrent le terrain pour l’établissement du monastère : « Loussipsum in que cunobiwn constructum est et ad ipsum constructum dedore deo et ordini citere et Arnaldo (Milos) Abbati de Peyrinianico ». Le même auteur ajoute : « Ils donnèrent à Dieu, à la Bienheureuse Marie et à la maison de Peyrignac dans les mains d’Arnauld Milas, abbé en ce même lieu, les terres qu’ils avaient entre la Gesse et la Gimone pour y édifier un monastère de moines de l’ordre des Cisterciens ».
La générosité du noble seigneur de la Hillette s’explique tout naturellement si l’on se souvient que sa famille dépend de l’illustre et généreuse souche des comtes de Comminges et de celle de Bertrand de l’Isle, évêque de Comminges (St Bertrand). Puisque les seigneurs de la Hillette descendent de la famille du saint évêque de Comminges, il ne faut pas s’étonner qu’après avoir donné leurs terres, ils se donnent eux-mêmes à Dieu et vont s’ensevelir dans le cloître de Peyrignac pour embrasser une vie laborieuse et austère. 
La prospérité, peu sensible d’abord, s’accrut rapidement lorsqu’en 1184 Guillaume-Bernard del Terrail et son frère, Aymeri, firent don à l’abbé Arnaud de Milas et à ses frères de Peyrignac ainsi qu'à la Bénédiction-Dieu « de plusieurs droits usagers, entre autres, le droit de couper du bois dans leurs forêts en vue de la construction d’édifices et des besoins des religieux ». À ces droits, s’ajoute la donation des biens que les bienfaiteurs possédaient « encore entre la Gesse et la Gimone, dans I’Isle-Toupière et au canal de Castane (Cassagne) avec ses dépendances ».
En 1199, une famille considérable du nom de Vixa, ajouta à celle des seigneurs de la Hillette une donation importante. Par un accord touchant entre le père, les deux fils, les deux filles et leurs maris, tous les biens leur appartenant «entre la Gesse et la Gimone» passèrent en la possession de la Bénédiction-Dieu.
Cependant bien que l’abbé Arnaud de Milas eût pour prieur Fortz de Sobia, il lui était bien difficile de diriger simultanément les deux monastères à cause de la distance qui les séparait l’un de l’autre, de la multiplicité et de l’importance des travaux qui s’opéraient dans les deux. Lorsqu’il jugea comme assurée la nouvelle fondation et comme il se vit refuser par le prieur le droit de prendre la direction de l’abbaye, il choisit pour cette tâche un de ses moines et se retira à Bonnefont en confiant à son nouvel élu la direction de la maison qu’il venait de fonder.
C’est ainsi que fut affiliée à Bonnefont la fille qui devait le jour à Peyrignac : « quanquam si initium de dent Peyrinia cuisis (domum) ». Arnaud de Milas retourna à Peyrignac. Après un abbatiat de vingt-deux ans, « Profit annis 22 », il devint évêque de Comminges avant Ogerius.
En 1213, l’abbée Arnaud-Garcie eut la joie de voir terminé le monastère de Nizors que les religieux avaient mis trente trois ans à construire (1180-1213). La dédicace solennelle de l’église et de l’abbaye eut lieu exactement le V des Ides de juin.

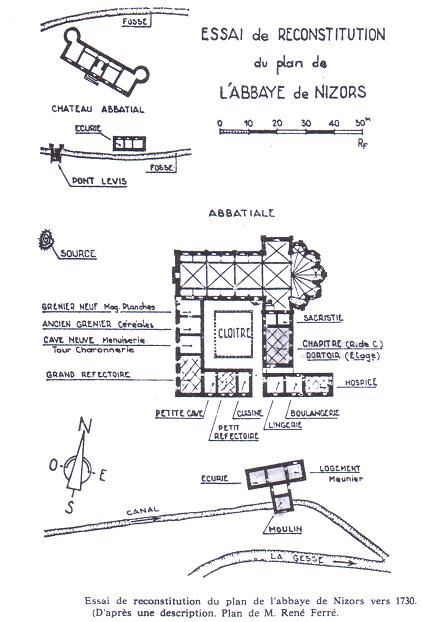
Essai de reconstitution du plan des différents bâtiments.

## Liste des abbés de la Bénisson-Dieu
- Pierre Ier (1184-1190)
- Bernard Ier (1190-1198)
- Vital de Mirepoix (1198-1207)
- Arnaud Garcie (1207-1213)
- Étienne de Lescar (1213-1237)
- Pierre II (1235-1243)
- Jacques (1250-1253)
- Garcie Arnaud (1253-1257)
- Guillaume de Benque (1257-1263)
- Guillaume de Mont Versarie (1263-1266)
- Bernard de Benque (1266-1279)
- Taillefer (1279-1298)
- Arnaud de Falgar (1298-1334)
- Pierre Sicard (1330-1340)
- Raymond de Castanet (1340-1347)
- Antoine Moissand et Miciiel de Montespan (1347-1348)
- Guillaume-Arnaud d’Espagne (1348-1350)
- Bernard du Puy (1350-1365)
- Arnaud-Bernard (1365-1384)
- Bernard IV (1384-1401)
- Jean de La Hillette (1413-1420)
- Jacques de La Barthe (1420-1432)
- Bertrand (1433-1450)
- Pierre d’Aure (milieu du XIIe siècle)
- Bertrand de Jaunac (1468-1485)

Après l’abbatiat de Bertrand de Jaunac, la Bénisson-Dieu passe sous l’administration de la Commende.
- Bernard d’Aure (1485)
- Thomas de Foix (1504-1513)
- Menaud de Martres ou Arnaud de Bérail et Frère Jean Terrade, abbé élu (1513-1525)
- Bernard d’Ornesan (1525 - 1551)
- Roger de Saint-Lary de Bellegarde (1551-1554)
- Guy de Bejausme (1551-1554)
- Jean de Saint-Lary de Bellegarde (1554-1562)
- Vacance du siège d'abbé (1562-1570)
- Roger II de Saint-Lary et César de Saint-Lary
- Michel Labatut et Michel Raymond Labatut (1570-1590)
- Jean Le Breton (1590-1607)
- Octave de Saint-Lary de Bellegarde (1609-1614)
- Bénigne Blondeau (1613-1629)
- Claude Blondeau (1629-1643 ou 1644)
- Aimé de Nozet (1644-1657)
- François de Butti (1657-1666)
- Francois Couret de la Barthe (1666-1671)
- Joseph de Gue ou Degue de Montcault ou Moncaup (1672)
- Alexis (de Prat) de Fontaine-Pean (1695-1710)
- Économat de Jean Ducos de la Haille (1711)
- Jean Olle (1710-1743)
- Charles Louis Joseph de Secondat de Montesquieu (1743-1754)
- Claude François de Mury (1754-1759)
- Pierre-Joseph de Lastic-Lescure (1759-1771) et (1771-1790)